# 池田政永
池田 政永（いけだ まさなが）は、江戸時代中期の武士。通称は彦之丞。

## 略歴
享保21年/元文元年（1736年）、旗本池田政胤の子として誕生。
宝暦10年（1760年）4月28日、9代将軍・徳川家重に初御目見したが、明和2年（1765年）6月3日、家督を継がずして30歳で死去した。

## 系譜
- 父：池田政胤（1706-1766）
- 母：不詳
- 室：大岡忠恒の娘
- 生母不明の子女
  - 男子：吉之丞 - 早世
  - 女子：池田政能養女 - 児島正孝室、のち離縁
  - 女子：池田政能養女 - 富田久諶室